# مدقق داخلي معتمد
المدقق الداخلي المعتمد (بالإنجليزية: CIA)‏ أو Certified Internal Auditor هي شهادة تم تصميمها من قبل معهد المدققين الداخليين المعتمدين IIA بالولايات المتحدة الأمريكية وهو الجهة الرائدة في العالم لتمكين المهنيين في مجال التدقيق الداخلي من التميز في الأداء. إن الحصول على هذه الشهادة من قبل العاملين في هذا المجال يحقق لهم العديد من المزايا، نوجزها فيما يلي :
تعتبر شهادة المدقق الداخلي المعتمد شهادة زمالة للمدققين الداخليين الأمريكيين أ-
احتياج سوق العمل لحاملي هذه الشهادة ومن ثم ارتفاع قيمة المزايا والفرص الوظيفية لهم ب-
تساعد هذه الشهادة في إعداد جيل جديد من المدققين الداخليين العرب المؤهلين تأهيلاً مهنياً عالمياً، لمواجهة التحديات الاقتصادية التي يواجهها العالم العربي في عصر العولمة.

## الفئات الوظيفية المرشحة للحصول على شهادة CIA
تشمل الفئات المرشحة للحصول على هذه الشهادة عدداً من المتخصصين في حقل التدقيق الداخلي والمجال المالي والمحاسبي ومنهم:
- كافة المتخصصين والعاملين في مجال التدقيق المالي والإداري بالشركات والبنوك وشركات التمويل الاستثمار
- مدققي القطاع الخاص والحكومي
- المدراء الماليون الراغبون في الحصول على تأهيل مهني يوثق خبرتهم العملية، وكسب المعرفة التي تمكنهم من أداء مهامهم الوظيفية بأسلوب ومنهج علمي متطور
- كافة العاملين في المجال المحاسبي الراغبون في الحصول على تأهيل مهني يمكنهم من تولي وظائف قيادية في مجال المحاسبي المالي
- المحاسبون المهنيون الراغبون في الحصول على فرص وظيفية أكثر تقدما في مجال عملهم
- خريجي كليات التجارة والعلوم الإدارية

## الخبرات والمؤهلات المطلوبة للتسجيل في الاختبار
يتطلب التسجيل لدخول الاختبار:
- الحصول على مؤهل جامعي، درجة البكالوريوس، في المجال.
- خبرة عملية لا تقل عن عامين في مجال التدقيق الداخلي أو مجال ذي صلة كالتدقيق الخارجي أو توكيد الجودة أو الرقابة الداخلية
- تعادل درجة الماجستير عاماً من الخبرة في المجال.

## المحتوي العلمي لشهادة CIA
يشمل الأجزاء الآتية:
1-أساسيات التدقيق الداخلي
2-ممارسة التدقيق الداخلي
3-عناصر معرفة التدقيق الداخلي

## التسجيل للعضوية والاختبار
وللتسجيل في عضوية معهد IIA من خلال موقع www.theiia.org ويتم تسديد رسوم العضوية.
يتم تحديد موعدالاختبار بالتسجيل على الموقع الخاص التابع لمعهد المدقق الداخلى المعتمد في الوقت والتاريخ المناسب لمن يريد حضور الاختبار بشرط ان يكون مركز الاختبار متاح.

## رسوم التسجيل في الاختبار
230 دولار أمريكي رسوم التقدم للاختبار غير قابلة للرد للأعضاء في IIA دولار أمريكي و345 غير قابلة للرد لغير الأعضاء،ر  باستثناء الجزء الأول حيث ان الرسوم 280 للاعضاء و395 لغير الاعضاء
اما رسوم الطلب فهي 115 للاعضاء و230 لغير الاعضاء (تدفع لمرة واحدة عند التسجيل)

## وصلات خارجية
- موقع دليل المحاسبين
- المستشارون العالميون
- The Institute of Internal Auditors
- New York State Internal Control Association
- COSO